# Trebania muricolor
Trebania muricolor es una especie de polilla perteneciente a la familia de los pirálidos, descrito por primera vez por George Francis Hampson habiendo sido descrita en 1901, con distribución en China.

## Descripción
La cabeza, tórax y abdomen son de color ocre parduzco y los palpos negruzcos. El ala anterior de color verde oliva muy pálido, uniforme y brillante, con indicios de punta discoidal y línea posmedial curva. El ala posterior es de color blanco parduzco con un ligero matiz verdoso. La parte inferior del ala anterior más parda.